# Stanisław Mucha (Regisseur)

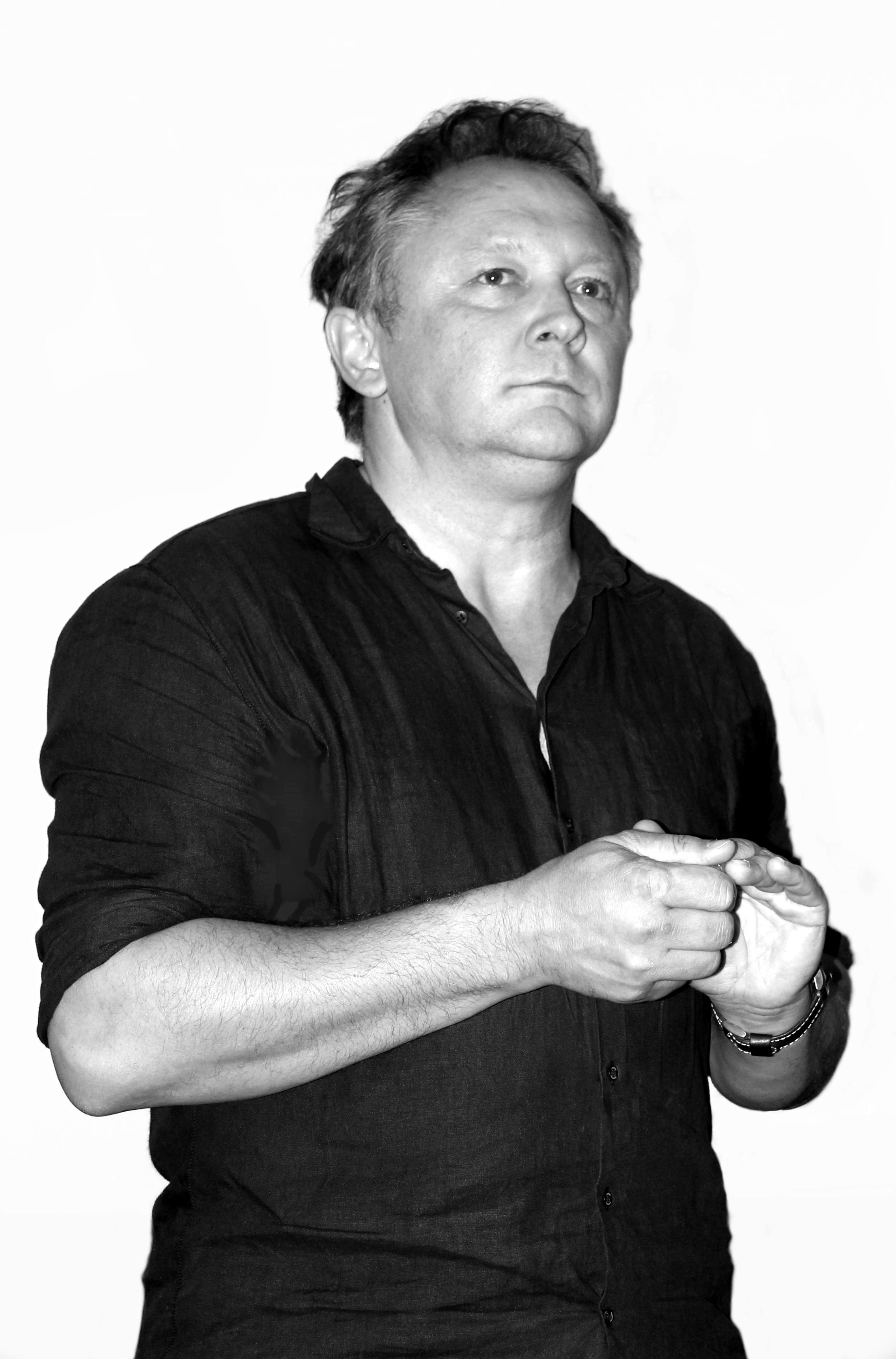
Stanisław Mucha, Metropol-Filmkunstkino Düsseldorf 2018

Stanisław Mucha (* 3. Mai 1970 in Nowy Targ, Polen) ist ein polnischer Dokumentarfilmregisseur, der in Deutschland lebt und arbeitet.

## Leben und Werk
Bereits während seines Studiums an der Hochschule für Film und Fernsehen in Potsdam-Babelsberg war Mucha überaus erfolgreich. Neben dem Studium arbeitete er bei der Post und verschiedenen Firmen und lernte so nach seiner Aussage die Sprache des Alltags. 2001 gewann er gemeinsam mit Susanne Schüle den Preis zur Förderung des künstlerischen Nachwuchses der DEFA-Stiftung. Mucha ist Vater einer Tochter und eines Sohnes. Seine Filme „Absolut Warhola“ und „Die Mitte“ sahen Zuschauer in ganz Europa. 2007 drehte er in Polen seinen ersten Spielfilm „Hoffnung“. Das Drehbuch zu „Hoffnung“ schrieb Krzysztof Piesiewicz.
Mucha beschäftigt sich unter anderem mit der Frage nach Identität von Menschen und Räumen. Auf die Frage, ob er jemals ein stolzer Europäer sein wird, sagte er 2012 im DRadio: „Ich glaube nicht. Weil, Europa überhaupt ist ein Abenteuer, ein sehr schöner Traum, eine Illusion, was Gott sei Dank begonnen wurde. ... Also, diese Identität, die muss emotional, kulturell, geschichtlich, die muss gebastelt werden.“
Mucha gilt als Vertreter des Direct Cinema.

## Filme
| Jahr        | Originaltitel                      | Deutscher Titel / Alternativtitel                                                         | Bemerkungen                  |
| ----------- | ---------------------------------- | ----------------------------------------------------------------------------------------- | ---------------------------- |
| 1997        | Polnische Passion                  | Polnische Passion                                                                         | Dokumentarfilm               |
| 1998        | Der Tisch                          | Der Tisch                                                                                 | Kurzspielfilm                |
| 2000        | Back Home to the Reich, with Bubi  | Mit Bubi heim ins Reich                                                                   | Dokumentarfilm               |
| 2001        | Absolut Warhola                    | Absolut Warhola                                                                           | Dokumentarfilm               |
| 2004        | Srodek Europy                      | Die Mitte                                                                                 | Dokumentarfilm               |
| 2005        | Reality Shock                      | Reality Shock                                                                             | Dokumentarfilm               |
| 2005 / 2012 | Fremde Kinder                      | Fremde Kinder                                                                             | Dokumentarserie (2 Episoden) |
| 2006        | Beim Friseur                       | Beim Friseur                                                                              | Kurzdokumentarfilm           |
| 2007        | Nadzieja                           | Hoffnung                                                                                  | Filmdrama                    |
| 2007        | Zigeuner                           | Zigeuner                                                                                  | Dokumentarfilm               |
| 2010        | Die Klappe                         | Die Klappe                                                                                | Kurzdokumentarfilm           |
| 2010        | The Truth about Dracula            | Die Wahrheit über Dracula                                                                 | Dokumentarfilm               |
| 2012        | Der Pfandleiher                    | Der Pfandleiher                                                                           | Dokumentarfilm               |
| 2014        | Tristia – Eine Schwarzmeer-Odyssee | Tristia – Eine Schwarzmeer-Odyssee                                                        | Dokumentarfilm               |
| 2015        | Aus der Kurve                      | Aus der Kurve                                                                             | Thrillerdrama                |
| 2017        | Kolyma – Straße der Knochen        | Kolyma – Die Straße der Knochen / Kolyma / Kolyma – Ein skurriler Roadtrip durch Sibirien | Dokumentarfilm               |
| 2020        | Funkstille                         | Tatort: Funkstille                                                                        | Fernsehreihe                 |
| 2022        | Wettermacher                       | Wettermacher                                                                              | Dokumentarfilm               |